# میخولوپی (ناحیه لوونی)
میخولوپی (به چکی: Měcholupy) یک منطقهٔ مسکونی در جمهوری چک است که در ناحیه لوونی واقع شده‌است. میخولوپی ۲۹٫۱۲ کیلومتر مربع مساحت و ۱٬۰۵۷ نفر جمعیت دارد و ۲۵۳ متر بالاتر از سطح دریا واقع شده‌است.